# Аракелян, Степан Хоренович
Степан Хоренович Аракелян (5 октября 1936, Кировакан, Армянская ССР, СССР, ныне — Ванадзор, Армения — 23 октября 2020, Москва, Россия) — советский военачальник, генерал-полковник (1990).

## Биография
Из семьи рабочего, инженера-механика по специальности. Армянин. В 1945 году с семьёй переехал в Тбилиси, где окончил среднюю школу в 1955 году. В том же году неудачно поступал в Ленинградский кораблестроительный институт.
С 1955 года — в Вооружённых Силах СССР. В 1958 году окончил Ленинградское военно-инженерное училище имени А. А. Жданова. С ноября 1958 года служил в 709-м отдельном гвардейском инженерно-мостостроительном батальоне 1-й гвардейской инженерно-сапёрной бригады в Группе советских войск в Германии — командир лесозаготовительного взвода, с марта 1959 года — командир взвода сваебойных средств, с мая 1962 года — командир инженерно-мостостроительной роты. С декабря 1964 года служил в 86-м отдельном понтонно-мостовом батальоне Московского военного округа (Муром) — командир инженерно- мостостроительной роты, с ноября 1966 года по сентябрь 1968 года — начальник штаба отдельного понтонно-мостового батальона.
Окончил Военно-инженерную академию имени В. В. Куйбышева с отличием в 1972 году. С сентября 1972 года — командир 46-го отдельного понтонно-мостового полка в Прибалтийском военном округе, с апреля 1975 года — начальник инженерных войск 11-й гвардейской армии в этом же округе (Калининград).
В 1979 году окончил Военную академию Генерального штаба Вооружённых Сил СССР имени К. Е. Ворошилова. С августа 1979 года — начальник инженерных войск Среднеазиатского военного округа. С октября 1981 года по июль 1984 года проходил службу в распоряжении 10-го Главного управления Генерального штаба Вооружённых сил СССР. Участвовал в Афганской войне в качестве военного советника начальника инженерных войск афганской армии. С июля 1984 года — начальник управления ремонта и эксплуатации Управления начальника инженерных войск Министерства обороны СССР. 
С декабря 1985 года — начальник штаба — первый заместитель начальника инженерных войск Министерства обороны СССР. Участник ликвидации последствий катастрофы на Чернобыльской АЭС. 
С февраля 1988 года — начальник Центрального дорожно-строительного управления Министерства обороны СССР. Воинское звание генерал-полковник присвоено 17 февраля 1990 года.
С 1992 года — в запасе, в отставке с 2006 года.
Жил в Москве. Работал представителем ФГУП «УДС № 1 при Спецстрое России» в Центральном аппарате Спецстроя России.
Член ВЛКСМ в 1951—1958 года. Член КПСС в 1959—1991 годах.
Скончался 23 октября 2020 года. Похоронен на Федеральном военном мемориальном кладбище.

## Награды
- Орден Красного Знамени,
- Ордена «За службу Родине в Вооружённых Силах СССР» 2-й и 3-й степеней,
- Медаль «За боевые заслуги»,
- Юбилейная медаль «За воинскую доблесть. В ознаменование 100-летия со дня рождения В. И. Ленина»,
- Юбилейная медаль «Двадцать лет Победы в Великой Отечественной войне 1941—1945 гг.»,
- Медаль «Ветеран Вооружённых Сил СССР»,
- Медаль «За укрепление боевого содружества»,
- Юбилейная медаль «40 лет Вооружённых Сил СССР»,
- Юбилейная медаль «50 лет Вооружённых Сил СССР»,
- Юбилейная медаль «60 лет Вооружённых Сил СССР»,
- Юбилейная медаль «70 лет Вооружённых Сил СССР»,
- Медаль «За безупречную службу» 1-й, 2-й, 3-й степеней,
- Медали СССР,
- Медали РФ,
- Орден Красного Знамени (Демократическая Республика Афганистан),
- Орден «За храбрость» (Демократическая Республика Афганистан).